# Prominent
Le Prominent est un appareil photographique à visée télémétrique et objectif interchangeable du fabricant allemand Voigtländer et utilisant de la pellicule au format 35 mm (type 135). Son nom signifie « important » en allemand.

## Description
Le Prominent sort en 1950. Sa vocation est de proposer un boîtier haut de gamme pour concurrencer les boîtiers Leica et Contax. En effet, Voigtländer, qui est un des plus importants acteurs de l'industrie photographique allemande, est à cette époque absent de ce segment.
Il dispose d'un système de mise au point à télémètre à coïncidence d'image contrôlé par la molette située en haut à gauche du boîtier. Le viseur est collimaté pour trois focales : 35 mm, 50 mm et 100 mm. Son obturateur est fourni par Deckel, il s'agit soit d'un Compur Rapid sur les premiers exemplaires, soit d'un Synchro Compur central. Ce dernier permet des vitesses de 1 seconde au 1/500e de seconde plus la pose B et dispose d'un retardateur. La synchronisation du flash (X et M) est possible à toutes les vitesses. Ce point diffère notablement de la solution employée par Leitz et Zeiss Ikon pour leurs boîtiers, équipés d'obturateurs à rideaux et d'une synchronisation à des vitesses faibles.
Les objectifs sont interchangeables et la monture est à baïonnette spécifique au modèle.
Les objectifs proposés sont tous fabriqués par Voigtländer et sont d'excellente qualité.
Parmi les défauts souvent évoqués pour ce Prominent, il y a la taille du viseur, trop petite, l'ergonomie discutable du réglage de la mise au point et le poids du boîtier.

## Variantes
Le premier modèle, identifié au sein de la gamme Voigtländer par le type 127 ne dispose pas de levier d'armement rapide, ni de griffe porte accessoire.
Le second modèle sorti en 1954, le type 128, est identique mais se voit équipé d'un levier d'armement rapide et d'un griffe porte-accessoire.
Enfin, en 1959, sort le Prominent II (type 130), avec un viseur beaucoup plus grand.
Le nombre d'exemplaires construits serait d'environ 23 000 pour le type 127, 47 000 pour le type 128 et 6 300 pour le type 130.
Il existe également un Prominent 6x9 fabriqué dans les années 1930. Il s'agit d'un appareil à soufflet employant de la pellicule 120 et produisant des négatifs 6 × 9 cm. Il dispose également d'un système de visée télémétrique.

## Objectifs
Les objectifs destinés au Prominent sont les suivants :
- Ultragon 5.8/24 (avec boîte permettant la visée reflex, très rare)
- Skoparon 3.5/35
- Nokton 1.5/50
- Ultron 2.0/50
- Color Skopar 3.5/50
- Dynaron 4.5/100
- Telomar 5.5/100 (avec boîte permettant la visée reflex)
- Super Dynaron 4.5/150

## Accessoires
Les accessoires sont nombreux, ils comptent entre autres des proximètres permettant la photographie rapprochée avec les objectifs Nokton et Ultron, le viseur collimaté « Kontur », des bagues allonge, des pare-soleil, etc.